# Grammodes cingularis
Grammodes cingularis är en fjärilsart som beskrevs av Jacob Hübner 1808. Grammodes cingularis ingår i släktet Grammodes och familjen nattflyn. Inga underarter finns listade i Catalogue of Life.